# Lejonriddarne
Lejonriddarne, även känd under namnet Vikingasäten, är en dikt av den 24-årige Per Daniel Amadeus Atterbom, skriven till freden i Kiel i januari 1814. Freden firades i Uppsala med en akademisk fest. Texten skrevs till en promotionsmarsch komponerad 1812 av Johann Christian Friedrich Haeffner och blev en populär studentsång för manskör under skandinavismen. Texten publicerades 1814 i Atterboms "Poetisk kalender för 1815" där den är försedd med kommentaren: "Afsöngs i anledning af freden med Danmark, såsom en Skål för Svenska Arméen, vid en högtidlighet i Upsala d.27 Febr, 1814."